# Asgard-Verlag
| Asgard-Verlag Kurzübersicht |
| --- |
| Fachverlag |
| Gründung: 1947 |
| Unternehmenssitz: Siegburg |

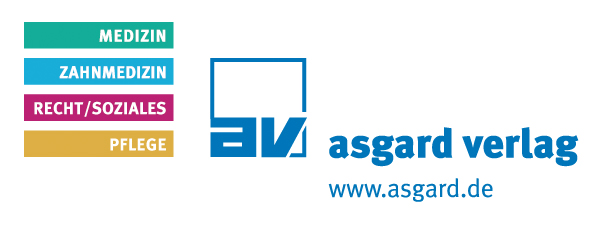

| Hauptwerke: Der Kommentar zu EBM und GOÄ (Wezel/Liebold) DER Kommentar zu BEMA und GOZ (Liebold/Raff/Wissing) www.juradent.de GOZ quick & easy BEMA quick & easy |
| http://www.asgard.de/ |

Der Asgard-Verlag ist ein Verlag für juristische, soziale und medizinische Medien in Siegburg.
Der Schwerpunkt des Asgard-Verlags ist Fachliteratur zur ärztlichen und zahnärztlichen Honorar-Abrechnung. Er bietet Zahnärzten und Ärzten medizinische und zahnmedizinische Fachbücher, Loseblattwerke und elektronische Medien, darüber hinaus erscheinen im Asgard-Verlag auch Fachmedien aus den Bereichen Soziales und Recht.

## Geschichte
Der Verlag wurde am 1. Juli 1947 in Lübeck von Max Richter, Horst Peters und Landesdirektor Wilhelm Goettsch mit dem Namen „Verlag des Mitteilungsblattes für die Sozialversicherung“ gegründet. Als der Lizenzzwang fiel, wurde das Unternehmen um 1950 in „Asgard-Verlag“ umbenannt. In dieser Namenswahl spiegelte sich Max Richters Hang zur nordischen Mythologie wider. Er wollte damit auf die „nordischen“ Wurzeln der Verlagsgründung hinweisen. Mit dem Verlagsprogramm auf dem Gebiet der Sozialversicherung hatte der Name „Asgard“ nichts zu tun. Aus dem Mitteilungsblatt wurde die Fachzeitschrift Wege zur Sozialversicherung, neben die bald auch eine Schriftenreihe „Fortbildung und Praxis“ trat, die alle Fachbereiche der klassischen Sozialversicherungszweige abdeckte.
1953 zog das Unternehmen von Lübeck nach Bad Godesberg um und folgte damit dem Trend, am Sitz der Bundesregierung präsent zu sein. Nach dem Tod des letzten Mitbegründers Max Richter im Sommer 1966 übernahm Werner Hippe, der seit 1963 Herstellungsleiter im Verlag war, das Unternehmen, zunächst als Einzelfirma, später als Kommanditgesellschaft. Im Zuge des Generationswechsels erfolgte 1998 eine Betriebsaufspaltung in Besitz- und Betriebsgesellschaft. Das operative Geschäft wird seitdem von der Asgard-Verlag Dr. Werner Hippe GmbH geführt. Geschäftsführer sind Stefan Maus (Herstellung und Marketing/Vertrieb) und Uwe Schliebusch (Finanzen/Controlling und Personal). 1976 wurde das Verlagsgebäude in Sankt Augustin errichtet und bezogen. Ende 2016 verlegte das Unternehmen seinen Sitz nach Siegburg. Heute werden hier Fachliteratur und elektronische Medien zum ärztlichen/zahnärztlichen Gebührenordnungsrecht zum Thema Sozialrecht, zur Sozialpolitik sowie zum Thema Medizin und Pflege produziert.

## Publikationen (Auswahl)
Die anerkannte Stellung auf dem Markt für Fachliteratur zur ärztlichen/zahnärztlichen Honorarabrechnung verdankt der Verlag dem Loseblattwerk Wezel/Liebold „Der Kommentar zu EBM und GOÄ“ und dem Loseblattwerk „Der Kommentar BEMA und GOZ“ von Liebold/Raff/Wissing. Weitere bekannte Publikationen:
Fachliteratur zur Zahnmedizin:
- DER Kommentar BEMA-Z und GOZ (Liebold/Raff/Wissing)
- BEMA quick & easy
- GOZ quick & easy - DER Kompakt-Kommentar zur GOZ
- BEMA quick & easy KFO
- DER Kommentar BEMA-Z
- DER Kommentar GOZ
- www.juradent.de

Fachliteratur zur Medizin:
- Der Kommentar zu EBM und GOÄ (Wezel/Liebold)